# Kim Borg
Kim Borg (ur. 7 sierpnia 1919 w Helsinkach, zm. 28 kwietnia 2000 w Fredensborg-Humlebæk w Danii) – fiński śpiewak operowy (bas), kompozytor i nauczyciel śpiewu.

## Życiorys
Kim Borg urodził się 7 sierpnia 1919 roku w Helsinkach. Obdarzony basem, od 1935 roku uczył się śpiewu m.in. u Heikkiego Teittinena w Helsinkach, Adelaide von Skilondz (1882–1969) w Sztokholmie, Magnusa Andersena w Kopenhadze i Paoli Novikovej w Wiedniu, Rzymie i Nowym Jorku. Podczas wojny zimowej służył w armii fińskiej jako fotograf. W latach 1948–1949 studiował teorię muzyki w Akademii Sibeliusa. Uczył się również prywatnie kompozycji u Aarre Merikanto (1893–1958) i harmonii u Leo Funtka (1885–1965). Ukończył również studia chemiczne, uzyskując tytuł inżyniera biochemii.  
Pierwsze recitale dał w 1947 roku w Helsinkach i Sztokholmie. Od 1949 roku zaczął śpiewać zawodowo. Na scenie operowej debiutował w 1951 roku w Aarhus rolą Colline w Cyganerii i w 1952 roku w Kopenhadze. Występował na scenach Metropolitan Opera w Nowym Jorku, Teatru Bolszoj w Moskwie, Opery Wiedeńskiej, oper w Monachium, Hamburgu, Sztokholmie i Helsinkach. Do jego repertuaru operowego zaliczają się m.in. role: Sarastra (Czarodziejski flet), Eugeniusza Oniegina i Gremina (Eugeniusz Oniegin), Borysa Godunowa (Borys Godunow), Mefistofelesa (Faust), barona Scarpii (Tosca), Don Basilio (Cyrulik sewilski), Filipa II (Don Carlos) i Hansa Sachsa (Śpiewacy norymberscy). Wsławił się wykonaniem partii Borysa Godunowa w języku rosyjskim na deskach Teatru Bolszoj. Nagrywał opery, oratoria i pieśni dla czołowych wydawnictw muzycznych, m.in. EMI i Deutsche Grammophon.   
Od początku lat 50. XX w. mieszkał w Kopenhadze, gdzie w latach 1972–1989 nauczał śpiewu w Królewskim Duńskim Konserwatorium Muzycznym. W 1950 roku poślubił Ebon Karin Ingeborg Ringblom, z którą miał troje dzieci.  
Zmarł 28 kwietnia 2000 roku.

## Muzyka
Borg skomponował 2 symfonie, trzy tercety, jeden kwartet smyczkowy, koncert na puzon oraz koncert kontrabasowy. Komponował również utwory wokalne, m.in. De Profundis na bas, klarnet, klarnet basowy i kontrabas. 

## Publikacje
- 1972 – Suomalainen laulajanaapinen[1]
- 1992 – Muistelmia[1]

## Nagrody i odznaczenia
- 1987 – medal Sibeliusa[3]
- 1962 – medal Pro Finlandia Orderu Lwa Finlandii[4]